# Jorge Franco Alviz
Jorge Franco Alviz (29 d'octubre de 1993), conegut com a Burgui (ˈbuɾɣi), és un futbolista professional extremeny que juga com a volant pel HNK Šibenik.

## Trajectòria
Els seus inicis van tenir lloc al seu poble na tal, Burguillos del Cerro, on va practicar el futbol sala fins als disset anys. En aquell moment es va incorporar a les categories inferiors del CP Cacereño, on va romandre una temporada abans de passar al CD Diocesano, en què va marcar trenta gols en la Divisió d'Honor Juvenil durant la campanya 2011-12.
Va recalar el 2012 al planter del Reial Madrid, on es va incorporar a les files del segon equip filial, el Reial Madrid C sent un dels jugadors més destacats de l'equip. La temporada següent va ser inscrit com a jugador de l'equip filial, el Reial Madrid Castella, sent novament un dels pilars de l'equip, no podent evitar però el descens de categoria del seu equip, que fins llavors militava a la Segona Divisió.
Les seves bones actuacions -mercès a les quals va debutar amb el primer equip en un partit de pretemporada davant de l'ACF Fiorentina - el van portar a suscitar l'interès de diversos equips de la primera divisió espanyola, sent cedit finalment al juliol de 2015 al RCD Espanyol per un any.
Durant la temporada, en què el conjunt català es va reservar una opció de compra, va ser un dels substituts dels titulars de l'equip, tenint presències esporàdiques en els instants finals dels partits gràcies a la seva velocitat i desbordament, sent les seves aparicions cada vegada més constants.
El juliol de 2016 va ser cedit al Real Sporting de Gijón per disputar la campanya 2016-17, en la qual va marcar dos gols i va donar quatre assistències en els trenta-dos partits que va disputar.
L'11 de juliol de 2017 es va confirmar el seu traspàs al Deportivo Alavés.